# Liste chronologique d'écrivains australiens nés avant 1950
Cette liste, chronologique, non exhaustive, des écrivains recensés en Australie, comprend de nombreux anglophones originaires d’autres pays (binationaux, résidents, exilés, expatriés, réfugiés, etc.) et d’Australiens expatriés, revendiquant (pour partie) leur appartenance à l’Australie.
Les femmes sont très présentes dans cette liste, à toute période.
La liste est scindée en deux par commodité : voir Liste chronologique d'écrivains australiens nés à partir de 1950.

## 1700
- Michael Massey Robinson (en) (1744-1826), poète
- Elizabeth Macarthur (en) (1766-1850), éleveuse, marchande, industrieuse
- George Howe (imprimeur) (en) (1769-1821), poète, éditeur
- Mary Thomas (poétesse) (en) (1787-1875), poétesse, diariste

## 1790
- William Wentworth (1790-1872), explorateur, journaliste, écrivain, politicien
- Charlotte Barton (en) (1796-1867), littérature enfance
- Eliza Hamilton Dunlop (en) (1796-1880), poétesse, parolière
- Harry Dashboard (en) (1796-1860, James Riley), poète
- David Burn (en) (1799-1875), pionnier, dramaturge

## 1800
- William Nairne Clark (en) (1804-1854), notaire, imprimeur, éditeur
- Georgiana McCrae (1804-1890), peintre, diariste
- Charles Tompson (en) (1807-1883), fonctionnaire, poète
- Anna Maria Bunn (en) (1808-1889), romancière, The Guardian : a Tale (by an Australian) (1838)
- William Martin Leggett (en) (1808-1878, William Montague Clarence Campbell), journaliste, poète

## 1810
- Frank the Poet (en) (1810-1861, Francis MacNamara), poète
- Ellen Young (écrivain) (en) (1810), poétesse, féministe
- Caroline Carleton (en) (1811-1874), poétesse
- Henry Halloran (poète) (en) (1811-1893), poète
- Ellen Davitt (en) (1812-1879), enseignante, romancière
- Louisa Anne Meredith (1812-1895), romancière, illustratrice
- Charles Harpur (1813-1868), poète, journaliste, critique littéraire, écrivain politique
- Mary Theresa Vidal (en) (1815-1873), romancière
- Douglas Smith Huyghue (en) (1816-1891), poète, artiste, essayiste, nouvelliste
- John Lang (1816-1864), romancier
- Emily Mary Barton (en) (1817-1909), poétesse
- Raffaello Carboni (1817-1875), insurgé italien de 1854
- Henry Hamilton Blackham (en) (1817-1900), pionnier, poète,
- Eliza O'Flaherty (en) (1818-1882), actrice, romancière
- William Forster (1818-1892), homme politique, poète
- Caroline Dexter (en) (1819-1884), réformiste, féministe

## 1820
- William Akhurst (en) (1822-1878), acteur, dramaturge, journaliste
- Edward Reeve (en) (1822-1889), fonctionnaire, journaliste, dramaturge
- James Lionel Michael (en) (1824-1868), poète, avocat
- Céleste Mogador (1824-1909), comédienne, courtisane, chanteuse, auteure
- George Isaacs (auteur) (en) (1825-1876), poète, romancier (SF)
- Catherine Helen Spence (1825-1910), romancière, journaliste, suffragette, géorgiste
- Thomas Alexander Browne (en) (1826-1915), nouvelliste
- Matilda Jane Evans (en) (1827-1886), romancière
- Caroline Leakey (en) (1827-1881), auteure, poétesse, romancière
- Mary Braidwood Mowle (en) (1827-1857), diariste
- Roderick Flanagan (en) (1828-1862), historien, anthropologue, poète, journaliste

## 1830
- Ellen Clacy (en) (1830-1901), A Lady's Visit to the Gold Diggings of Australia in 1852–1853 (1953)
- Anna Frances Walker (en) (1830-1913), botaniste, illustratrice
- Mary Anne Barker (1831-1911), journaliste, diariste, romancière
- R. P. Whitworth (en) (1831-1901), journaliste, nouvelliste, dramaturge
- George Fawcett Rowe (en) (1832-1889), acteur, dramaturge, régisseur
- Mary Fortune (1833-1911, Waif Wander), romancière (détctive)
- Adam Lindsay Gordon (1833-1870), cavalier, policier, politicien, poète
- George Gordon McCrae (en) (1833-1927), poète, nouvelliste
- Louisa Atkinson (1834-1872), botaniste, naturaliste, illustratrice
- Nathaniel Walter Swan (en) (1834-1884), journaliste, nouvelliste
- George E. Loyau (en) (1835-1898), poète, historien
- James Brunton Stephens (en) (1835-1902), poète
- Frank Towers (en) (1835-1886), acteur, dramaturge, régisseur
- Ellen Liston (en) (1838-1885), éducatrice, auteure, poétesse
- Frank Atha Westbury (en) (1838-1902), nouvelliste, poète, romancier
- Harriet Miller Davidson (en) (1839-1883), poétesse, romancière
- Henry Kendall (poète) (en) (1839-1882), poète, environnementaliste

## 1840
- Annie Bright (en) (1840-1913), journaliste, spiritualiste
- Jessie Catherine Couvreur (en) (1840-1897), romancière
- Margaret Thomas (en) (1842-1929), artiste, voyageuse, poétesse
- Joseph Furphy (1843-1912), romancier
- Jessie Lloyd (en) (1843-1885), poétesse, romancière, nouvelliste
- Ada Cambridge (1844-1926, alias Ada Cross, romancière, poétesse
- Ernest Favenc (en) (1845-1908), explorateur, journaliste, poète, nouvelliste, romancier
- Emily Manning (en) (1845-1890, Australie), journaliste, romancière, poétesse
- Thomas Edward Spencer (en) (1845-1911), poète, nouvelliste
- Brettena Smyth (en) (1845-1898), entrepreneure, activiste, essayiste
- Marcus Clarke (1846-1881), poète, journaliste, dramaturge, romancier
- Mary Hannay Foott (en) (1846-1918, La Quenouille), poétesse, éditrice
- G. H. Gibson (en) (1846-1921), parolier, poète
- Laura Bogue Luffman (en) (1846-1929), journaliste, féministe
- William Aubrey Burnage (en) (1847-1881), dramaturge, romancier
- John David Hennessey (en) (1847-1935), journaliste, nouvelliste
- Agnes Rose-Soley (en) (1847-1938), journaliste, poétesse
- Jessie Catherine Couvreur (en) (1848-1897), romancière
- Louisa Lawson (1848-1920), poétesse, suffragette, féministe
- Catherine Edith Macauley Martin (en) (1848-1937, M.C. ou Mrs Alick MacLeod), romancière
- Bessie Anstice Baker (1849-1914), philanthrope, réformatrice
- Hume Nisbet (en) (1849-1923), poète, romancier

## 1850
- John Arthur Barry (en) (1850-1911), journaliste, nouvelliste
- Robert Richardson (en) (1850-1901), auteur (enfance), poète
- James Cuthbertson (en) (1851-1910), enseignant, poète
- George Darrell (en) (1851-1921), dramaturge
- Edith Dickenson (en) (1851-1903), journaliste, reporter de guerre
- John Farrell (poète australien) (en) (1851-1904), journaliste, poète
- Dora Montefiore (1851-1933), militante féministe
- Rosa Campbell Praed (en) (1851-1935), romancière, nouvelliste, poétesse, autobiographe
- Edmund James Banfield (1852-1923) , romancier
- Edith Badham (en) (1853-1920), éducatrice
- Bertha McNamara (en) (1853-1931), activiste politique,
- William Astley (en) (1855-1911), nouvelliste
- George Lewis Becke (en) (1855-1913), nouvelliste, romancier
- Kathleen Mannington Caffyn (en) (1855-1926), romancière
- Alfred Deakin (1856-1919), intellectuel, avocat, poète, homme d’état
- K. Langloh Parker (en) (1856-1940), auteure (enfance), ethnographe (folklore aborigène)
- Barbara Baynton (1857-1929), nouvelliste, romancière
- Hubert Church (en) (1857-1932), poète
- James Hebblethwaite (en) (1857-1921), clergyman, enseignant, poète
- Victor Daley (en) (1858-1905), poète
- Daisy Bates (1859-1951), journaliste, travailleuse sociale, anthropologue, soutien des aborigènes
- Ethel Pedley (1859-1898), musicienne, romancière

## 1860
- John Philip Bourke (en) (1860-1914), poète
- Emily Coungeau (en) (1860-1936), poétesse
- Kate Baker (en) (1861-1953, alias Tom Collins), éducatrice, femme de lettres
- Mary Gaunt (en) (1861-1942), nouvelliste, romancière, essayiste
- Arthur Lynch (politicien) (en) (1861-1934), poète, ingénieur, journaliste
- Francis Adams (écrivain) (en) (1862-1893), journaliste, poète, dramaturge, nouvelliste, romancier
- W. T. Goodge (en) (1862-1909), journaliste, poète, nouvelliste, romancier
- Thomas William Heney (en) (1862-1928), poète, journaliste
- John Bernard O'Hara (en) (1862-1927), enseignant, poète
- George Essex Evans (en) (1863-1909), poète
- Wolla Meranda (en) (1863-1951), artiste, journaliste, éditrice, romancière
- Zara Aronson (en) (1864-1944), journaliste, éditrice, féministe
- Sydney Jephcott (en) (1864-1951)
- Constance Le Plastrier (en) (1864-1938), enseignante, botaniste, auteure
- Laura Palmer-Archer (en) (1864-1929, Bushwoman), poétesse, nouvelliste
- Banjo Paterson (1864-1941), journaliste, correspondant de guerre, poète, dramaturge, parolier, nouvelliste
- Agnes Louisa Storrie (en) (1864-1936), poétesse
- Carlton Dawe (1865-1935), poète, dramaturge, nouvelliste, romancier
- John Arthur Andrews (en) (1865-1903), activiste, poète, journaliste
- Arthur Bayldon (en) (1865-1958), poète
- Henry Ernest Boote (en) (1865-1949), poète
- Will Crompton (en) (1865-1911), poète
- Edward Dyson (en) (1865-1931), journaliste, nouvelliste, dramaturge, nouvelliste
- William Gay (écrivain) (en) (1865-1897), poète
- Mary Gilmore (1865-1962), journaliste, poétesse
- Francis Kenna (en) (1865-1932), journaliste, poète, député
- Marion Knowles (en) (1865-1949), journaliste, poétesse, romancière
- Ida Lee (en) (1865-1943), historienne, poétesse
- Dowell O'Reilly (en) (1865-1923), poète, nouvelliste, politicien
- Frank S. Williamson (en) (1865-1936), poète
- Barcroft Boake (en) (1866-1892), poète
- Edwin Greenslade Murphy (en) (1866-1939), journaliste, poète
- Bernard O'Dowd (en) (1866-1953), poète, journaliste, avocat, activiste
- Jennings Carmichael (en) (1867-1904), poétesse, infirmière
- Frances Fitzgerald Elmes (en) (1867-1919), journaliste, féministe
- Henry Lawson (1867-1922), journaliste, nouvelliste, poète
- Alexina Maude Wildman (en) (1867-1896), journaliste, éditorialiste
- Roderic Quinn (en) (1867-1949), poète
- Lilian Turner (en) (1867-1956), romancière
- Robert Crawford (écrivain) (en) (1868-1930), poète
- Mary Eliza Fullerton (en) (1868-1946), féministe, suffragette, romancière, nouvelliste, parolière, poétesse
- E. J. Brady (en) (1869-1952), journaliste, poète
- Ada Augusta Holman (en) (1869-1949), journaliste, romancière
- Lilian Locke (en) (1869-), syndicaliste, suffragette
- Frank Morton (journaliste) (en) (1869-1923), poète
- William Henry Ogilvie (en) (1869-1963), poète
- Marie Pitt (en) (1869-1948), journaliste, poétesse, activiste
- Edward Sorenson (en) (1869-1939), poète, nouvelliste
- Paul Wenz (1869-1939), romancier
- David McKee Wright (en) (1869-1928), journaliste, poète

## 1870
- Christopher Brennan (1870-1932), poète
- Jane Fletcher (en) (1870-1956), poétesse, auteure
- Jeannie Gunn (1870-1951), romancière
- Louise Mack (1870-1935), journaliste, poétesse, romancière
- Sydney Elliott Napier (en) (1870-1940), poète, journaliste, avocat
- Henry Handel Richardson (1870-1946), romancière, nouvelliste, traductrice
- Ethel Turner (1870-1956), romancière, auteure (enfance)
- John Le Gay Brereton (en) (1871-1933), enseignant, poète, critique
- Arthur Henry Adams (en) (1872-1956), journaliste, romancier, poète
- Constance Clyde (en) (1872-1951), essayiste, suffragette
- Mary Lucy Lala Fisher (en) (1872-1929), poétesse, éditrice
- Mabel Forrest (en) (1872-1935), journaliste, romancière, poétesse
- Elinor Mordaunt (en) (1872-1942), voyageuse, nouvelliste
- Shaw Neilson (en) (1872-1942), poète
- David Unaipon (1872-1967), prédicateur, écrivain, philosophe, inventeur
- Tilly Aston (en) (1873-1947), aveugle, enseignante, poétesse, romancière, nouvelliste
- Erle Cox (1873-1950), romancier
- Edith Alice Waterworth (en) (1873-1957), travailleuse sociale, activiste, féministe
- Edith Joan Lyttleton (en) (1873-1945, G. B. Lancaster), romancière, nouvelliste
- Leonora Polkinghorne (en) (1873-1953), activiste féministe
- Dora Wilcox (en) (1873-1953), poétesse, dramaturge
- J. H. M. Abbott (en) (1874-1953), romancier, poète
- Marie Bjelke Petersen (en) (1874-1969), enseignante d’éducation physique, romancière
- Alice Guerin Crist (en) (1876-1941), journaliste, poétesse, auteure
- C.J. Dennis (1876-1938), poète, journaliste
- Winifred Lewellin James (en) (1876-1941), journaliste, voyageuse, romancière
- Hugh McCrae (en) (1876-1958), poète, écrivain
- May Gibbs (1877-1969), auteure (enfance), bédéiste, illustratrice
- Tarella Quin (en) (1877-1934), romancière (enfance), nouvelliste
- Bertha Southey Brammall (en) (1878-1957), poétesse, romancière
- Mary Grant Bruce (en) (1878-1958, alias Minnie Bruce), journaliste, auteur (enfance)
- John O'Brien (en) (1878-1952), prêtre, éducateur, poète
- James Alexander Allan (en) (1879-1967), poète, historien
- Leslie Holdsworth Allen (en) (1879-1964), universitaire, poète
- Charles Bean (1879-1956), historien, correspondant de guerre
- Miles Franklin (1879-1954), romancière, féministe

## 1880
- Rupert Atkinson (auteur) (en) (1881-1961), poète, dramaturge
- Mary Montgomerie Bennett (en) (1881-1961), activiste défenseure des droits des Aborigènes
- Hilda Bridges (en) (1881-1971), professeur de musique, romancière, nouvelliste
- Kathleen Dalziel (en) (1881-1969), poétesse
- H. M. Green (en) (1881-1962), bibliothécaire, critique littéraire, historien (littérature)
- Sumner Locke (en) (1881-1917), romancière, dramaturge, poétesse, nouvelliste
- Ernest O'Ferrall (en) (1881-1925), poète, nouvelliste
- Lillian Pyke (en) (1881-1927, alias Erica Maxwell), romancière (enfance, adultes)
- Frank Wilmot (en) (1881-1942, alias Furnley Maurice), poète
- Ruth Bedford (en) (1882-1963), poétesse, dramaturge, nouvelliste
- Enid Derham (en) (1882-1941), universitaire, poétesse
- Frédéric Manning (1882-1935), poète, romancier, biographe
- Alice Grant Rosman (en) (1882-1961), romancière
- Brian Vrepont (en) (1882-1955), poète
- Ethel Anderson (en) (1883-1958), peintre, poétesse, romancière, essayiste
- William Baylebridge (en) (1883-1942), poète, théoricien politique
- Marguerite Dale (en) (1883-1963), dramaturge, féministe
- Helen Jerome (1883-1966), journaliste, scénariste, dramaturge
- Jessie Litchfield (en) (1883-1956), pionnière, mémorialiste, nouvelliste, poétesse
- Katharine Susannah Prichard (1883-1969), romancière, nouvelliste, activiste politique, poétesse
- Anna Wickham (en) (1883-1947), poétesse
- Rose Lindsay (en) (1885-1978), modèle, imprimeuse, autobiographe
- Dorothea Mackellar (1885-1968), poétesse, romancière
- A. E. Martin (1885-1955), romancier
- Nettie Palmer (en) (1885-1964), poétesse, essayiste, critique littéraire
- Grant Watson (1885-1970), romancier
- Vance Palmer (en) (1885-1959), romancier, dramlaturge, essayiste, critique, poète
- I. A. R. Wylie (en) (1885-1959), romancière, scénariste, nouvelliste, poétesse, suffragette
- Margaret Curran (écrivaine) (en) (1887-1952), poétesse, éditrice, journaliste
- Margaret Fane (en) (1887-1962), romancière, nouvelliste, poétesse
- Frederick Macartney (en) (1887-1980), poète, critique
- Ella McFadyen (en) (1887-1976), poétesse, journaliste, auteure (enfance)
- Kit McNaughton (en) (1887-1953), infirmière, diariste
- Joice NanKivell Loch (en) (1887-1982), journaliste, humanitaire, romancière
- Margot Neville (1887-1966), romancière
- Millicent Armstrong (en) (1888-1973), agricultrice, dramaturge
- Evadne Price (en) (1888-1985), actrice, astrologue, romancière (romance), dramaturge, scénariste
- Lionel Shave (en) (1888-1954), dramaturge
- Arthur Upfield (1888-1964), romancière
- Marnie Bassett (en) (1889-1980), biographe, historienne
- Capel Boake (en) (1889-1944, Doris Boake Kerr), nouvelliste, poétesse
- Nora Kelly (journaliste) (en) (1889 ? – 1950 ?), journaliste, poétesse, dramaturge

## 1890
- Zora Cross (en) (1890-1964), poétesse, romancière, journaliste
- Dulcie Deamer (en) (1890-1972), journaliste, actrice, romancière, poétesse
- James Devaney (en) (1890-1976), poète, romancier, journaliste
- Nina Murdoch (en) (1890-1976, Manin, Madoline Brown), journaliste, biographe, poétesse, voyageuse
- Angela Thirkell (1890-1961), romancière
- Jessie Urquhart (en) (1890-1948), journaliste, romancière, nouvelliste
- Lesbia Harford (en) (1891-1927), poétesse, romancière, activiste
- Edith McKay (en) (1891-1963), infirmière, romancière
- Maie Casey (en) (1892-1983), aviatrice, poétesse, librettiste, biographe, diariste
- Leon Gellert (en) (1892-1977), poète
- Myra Morris (en) (1893-1966), poétesse, romancière, auteure (enfance)
- Kay Glasson Taylor (en) (1893-1998), romancière
- Jean Devanny (en) (1894-1962), nouvelliste, romancière, journaliste
- Doris Gentile (en) (1894-1972), romancière, nouvelliste
- Paul Grano (en) (1894-1975), poète, journaliste
- Dorothy Wall (1894-1942), auteure (enfance), illustratrice
- Max Dunn (en) (1895-1963), éditeur, poète, traducteur
- Edward Harrington (écrivain) (en) (1895-1966), poète, nouvelliste
- Leonard Mann (écrivain) (en) (1895-1981), poète, romancier
- Joan Lindsay (1896-1984), artiste visuelle, romancière, nouvelliste, dramaturge
- Winifred Birkett (en) (1897-1966), romancière, nouvelliste
- Marjorie Barnard (en) (1897-1987), bibliothécaire, romancière, nouvelliste, historienne
- Flora Eldershaw (en) (1897-1956), romancière, historienne, critique
- M. Barnard Eldershaw (en) (1897-1987, Marjorie Barnard, etc.), romancière, nouvelliste, dramaturge
- Richard Harry Graves (en) (1897-1971), romancier, journaliste
- Enid Lyons (1897-1981), femme politique
- Mary Patchett (1897-1989), romancière
- Helen de Guerry Simpson (en) (1897-1940), romancière, femme politique, nouvelliste, dramaturge
- James Morgan Walsh (1897-1952), romancier
- Ruth C. Williams (en) (1897-1982), auteure (enfance)
- Jean Curlewis (en) (1898-1930), romancière
- Musette Morell (en) (1898-1950), dramaturge, auteure (enfance)
- Edith Mary England (en) (1899-1981 ?), romancière, poétesse
- Ernestine Hill (en) (1899-1972), journaliste, voyageuse, romancière
- Nevil Shute (1899-1960), ingénieur, aviateur, auteur
- Pamela L. Travers (1899-1996), romancière (enfance, jeunesse), créatrice du personnage de Mary Poppins

## 1900
- Marie Byles (1900-1977), journaliste, exploratrice, environnementaliste, pacifiste, féministe
- Nan Chauncy (en) (1900-1970), auteure enfance
- Valentine Leeper (en) (1900-2001), enseignante, auteure, activiste, polémiste
- Jack Lindsay (en) (1900-1990), poète, traducteur, critique littéraire, éditeur
- Eleanor Dark (1901-1985), romancière
- Henrietta Drake-Brockman (en) (1901-1968), journaliste, romancière
- Alice Duncan-Kemp (en) (1901-1988), auteure, activiste pour les droits indigènes
- Nora Kelly (journaliste) (en) (1900 ? -1960 ?, alias Nora McAuliffe ), journaliste, poétesse, dramaturge
- T. Inglis Moore (en) (1901-1978), poète, universitaire, essayiste
- Max Murray (1901-1956), romancier
- Eve Pownall (en) (1901-1982), historienne, auteure (enfance)
- Kenneth Slessor (1901-1971), poète, journaliste, correspondant de guerre, romancier
- Jean Spender (en) (1901-1970), romancière (crime)
- Dorothy Cottrell (en) (1902-1957), artiste, nouvelliste
- Dymphna Cusack (1902-1981), dramaturge, romancière
- R. D. Fitzgerald (en) (1902-1987), poète
- Ada Verdun Howell (en) (1902-1981), poétesse
- Florence James (en) (1902-1993), auteure, agente littéraire
- Christina Stead (1902-1983), romancière, L'Homme qui aimait les enfants (1940)
- Lyndall Hadow (en) (1903-1976), journaliste, nouvelliste
- Pixie O'Harris (en) (1903-1991), artiste, illustratrice, caricaturiste, bédéiste, auteure
- Betty Roland (en) (1903-1996), romancière (enfance), nouvelliste, dramaturge
- Dora Birtles (en) (1904-1992), romancière, nouvelliste, poétesse
- John K. Ewers (en) (1904-1978), enseignant, romancier, poète, nouvelliste
- Eve Langley (en) (1904-1974), romancière, poétesse
- Mena Calthorpe (en) (1905-1996), nouvelliste
- Norma Davis (en) (1905-1945), poétesse
- Kathleen Fitzpatrick (en) (1905-1990), universitaire, historienne
- Len fox (en) (1905-2004), journaliste, peintre, activiste social, poète
- Otto Beeby (1906-1981), romancier
- Mary Finnin (en) (1906-1992), artiste, enseignante en art, poétesse
- Robert Guy Howarth (en) (1906-1974), poète, chercheur, critique littéraire
- Francis Brabazon (en) (1907-1984), poète
- Alec Coppel (1907-1972), romancier
- A. D. Hope (en) (1907-2000), poète, essayiste, satiriste, critique, enseignant, universitaire
- Gwen Meredith (en) (1907-2006, Gwen Harrison), dramaturge, scénariste
- Margot Neville (1907-1975), romancière
- Lucy Walker (en) (1907-1987), romancière (romance)
- Rica Erickson (1908-2009), naturaliste, illustratrice, auteure, historienne
- Harry Hooton (en) (1908-1961), poète, chroniqueur social
- Eric Irvin (en) (1908-1993), historien du théâtre, poète
- Gertrude Langer (en) (1908-1984), critique d’art
- Ronald McCuaig (en) (1908-1993), poète, journaliste, critique littéraire, humoriste, auteur (enfance)
- Cynthia Reed Nolan (en) (1908-1976), galeriste, promotrice de l’art moderne
- Coralie Clarke Rees (en) (1908-1972), auteure, dramaturge
- Mavis Thorpe Clark (en) (1909-1999), romancière, auteure enfance
- Beatrice Deloitte Davis (en) (1909-1992), éditrice

## 1910
- Phyllis Piddington (en) (1910-2001), enseignante, poétesse, romancière
- Elizabeth Riddell (en) (1910-1998), poétesse, journaliste
- Clive Sansom (en) (1910-1981), poète, dramaturge
- Cecily Crozier (en) (1911-2006), artiste, poétesse, avant-gardiste
- William Hart-Smith (en) (1911-1990), poète
- Ian Mudie (en) (1911-1976), poète, essayiste
- Hal Porter (en) (1911-1984), romancier, nouvelliste, dramaturge, poète
- John Jefferson Bray (en) (1912-1995), universitaire, juriste, juge, administrateur, poète
- A. Bertram Chandler (1912-1984), romancier
- Elizabeth Kata (1912-1998), romancière
- Joan Phipson (en) (1912-2003), auteure (enfance)
- Roland Robinson (écrivain) (en) (1912-1992), poète, essayiste, collecteur de mythes aborigènes
- Kylie Tennant (1912-1988), romancière, nouvelliste, dramaturge, biographe, historienne, critique
- Patrick White (1912-1990), romancier
- John Blight (en) (1913-1995), poète
- Mary Durack (en) (1913-1994), historienne, romancière, auteure (enfance)
- Rex Ingamells (en) (1913-1995), poète, romancier
- Elyne Mitchell (en) (1913-2002), romancière (enfance), essayiste
- Elizabeth O'Conner (en) (1913-2000, Anne Willard), romancière
- Helen Palmer (éditrice) (en) (1913-1979), essayiste, activiste
- Nancy Phelan (en) (1913-2008), romancière, biographe, mémorialiste, voyageuse
- Douglas Stewart (écrivain) (en) (1913-1985), poète, nouvelliste, essayiste, éditeur
- Pat Flower (en) (1914-1977), scénariste, romancière
- Lynn Foster (en) (1914-1985), dramaturge, scénariste, productrice
- Nel Law (en) (1914-1990), artiste, poétesse, diariste
- Kathleen O'Brien (en) (1914-1991), artiste, illustratrice, bédéiste
- Margaret Trist (en) (1914-1986), romancière, nouvelliste
- David Campbell (écrivain) (en) (1915-1979), poète, nouvelliste
- Dorothy Auchterlonie Green (en) (1915-1991), universitaire, poétesse, critique littéraire
- John Manifold (en) (1915-1985), poète, critique
- David Martin (écrivain) (en) (1915-1997), poète, dramaturge, romancier, éditeur, conférencier, critique
- Elizabeth Julia Reid (en) (1915-1971), journaliste, activiste (femmes catholiques)
- Michael Thwaites (en) (1915-2005), universitaire, poète
- Elizabeth Vassilieff (en) (1915-2007), artiste, activiste (paix)
- Judith Wright (1915-2000), aborigène, poétesse, critique littéraire, activiste (droits aborigènes),
- Jessica Anderson (1916-2010), romancière
- Paul Brickhill (1916-1991), romancier
- Elisabeth MacIntyre (en) (1916-2004), auteure (enfance), illustratrice
- Harold Stewart (en) (1916-1995), poète, érudit orientaliste
- Valentine Vallis (en) (1916-2009), poétesse, conférencière, critique
- Barbara Vernon (auteure) (en) (1916-1978), dramaturge, scénariste, éditrice
- Morris West (1916-1999), romancier
- Nancy Cato (en) (1917-2000), romancière, poétesse
- Jon Cleary (1917-2010), romancier
- Jack Davis (écrivain) (en) (1917-2000), aborigène, dramaturge, poète, activiste
- Barbara Jefferis (en) (1917-2004), journaliste, romancière
- James McAuley (en) (1917-1976), universitaire, poète, journaliste, critique
- Ruth Park (1917-2010), romancière, auteure (enfance)
- Joyce Ackroyd (en) (1918-1991), universitaire, traductrice
- Faith Bandler (en) (1918-2015), activiste, essayiste
- James Aldridge (1918-2015), romancier
- Anne Elder (en) (1918-1976), danseuse de ballet, poétesse
- Amy Witting (en) (1918-2001), romancière, poétesse
- Charlotte Jay (1919-1996), romancière (mystère)
- Danilo Jovanovitch (en) (1919-2015), poète
- Olga Masters (en) (1919-1986), journaliste, nouvelliste, romancière
- Joyce Nicholson (en) (1919-2011), journaliste, essayiste, femme d'affaires (presse, édition)
- Margaret Whitlam (en) (1919-2012), athlète, travailleuse sociale, activiste politique
- June Wright (en) (1919-2012), romancière (crime), nouvelliste

## 1920
- Rosemary Dobson (en) (1920-2012), poétesse, illustratrice, éditrice
- Gwen Harwood (en) (1920-1995), poétesse, librettiste
- Oodgeroo Noonuccal (1920-1996), aborigène, enseignante, poétesse, artiste, militante des droits des aborigènes
- Marjorie Pizer (en) (1920-2016), poétesse
- Colin Thiele (en) (1920-2006), auteur (enfance), éducateur, poète
- Lex Banning (en) (1921-1965), poète
- Russell Braddon (1921-1995), romancier
- Max Harris (1921-1995), poète, chroniqueur, éditeur, critique
- Nan McDonald (en) (1921-1974), poétesse, éditrice
- John Millett (écrivain) (en) (1921-2019), poète
- Dimitris Tsaloumas (en) (1921-2016), poète
- Patricia Wrightson (1921-2010), romancière (enfance)
- Peter Bladen (en) (1922-2001), poète
- Hesba Fay Brinsmead (en) (1922-2003), environnementaliste, écrivaine pour enfants
- Geoffrey Dutton (en) (1922-1998), historien, romancier, nouvelliste, poète
- John Laffin (1922-2000), romancier
- Carter Brown (1923-1985), romancier
- Charmian Clift (en) (1923-1969), romancière, nouvelliste, essayiste
- Thelma Forshaw (en) (1923-1995), journaliste, nouvelliste
- Dorothy Hewett (1923-2002), poétesse, romancière, dramaturge
- Elisabeth Jolley (1923-2007), romancière, nouvelliste
- Margaret Jones (journaliste) (en) (1923-2006), journaliste
- Nancy Keesing (en) (1923-1993), poétesse, auteure, éditrice
- Aristides Paradissis (en) (1923-2006), professeur, poète
- Betty Quin (en) (1923-1993), dramaturge, scénariste
- Eleanor Witcombe (en) (1923-2018), écrivain (pour radio, cinéma, télévision)
- Patsy Adam-Smith (en) (1924-2001), historienne
- Michael Barrett (1924-), romancier
- Deirdre Cash (en) (1924-1963), romancière, chanteuse
- Monica Clare (en) (1924-1973), activiste politique aborigène, romancière
- David Rowbotham (en) (1924-2010), poète, journaliste
- Thea Astley (1925-2004), romancière
- Vincent Buckley (en) (1925-1988), poète, éditeur, enseignant, critique, essayiste
- Laurence Collinson (en) (1925-1986), enseignant, journaliste, acteur, dramaturge, poète
- Jill Hellyer (en) (1925-2012), poétesse
- Robin Levett (en) (1925-2008), voyageuse, pilote, philanthrope, romancière
- Audrey Oldfield (en) (1925-2010), auteure (enfance), historienne (républicanisme)
- Francis Webb (écrivain) (en) (1925-1973), poète
- Rosemary Wighton (en) (1925-1994), éditrice, auteure, conseillère politique
- Helen Asher (en) (1927-2001), romancière, nouvelliste
- Patricia Carlon (1927-2002), romancière (roman noir)
- Charles Osborne (1927-2017), romancier
- Grace Perry (en) (1927-1987), poétesse, dramaturge, éditrice
- Sabina Wolanski (en) (1927-2011), mémorialiste
- Bruce Beaver (en) (1928-2004), poète, romancier
- Elizabeth Harrower (1928-2020), romancière, nouvelliste
- Eleanor Spence (en) (1928-2008), romancière (jeunesse)
- Rose Zwi (1928-2018), essayiste
- Kenneth Cook (1929-1987), romancier
- Catherine Gaskin (en) (1929-2009), romancière (romance)
- David Lake (écrivain) (en) (1929-2016), poète, critique littéraire, romancier (SF)
- Coral Lansbury (en) (1929-1991), féministe, romancière, scénariste, dramaturge
- Ray Mathew (en) (1929-2002), poète, dramaturge, scénariste, nouvelliste, critique, romancier
- Peter Porter (1929-2010), poète
- Glen Tomasetti (1929-2003), auteure-interprète de musique folk, activiste politique
- Barbara York Main (1929-2019), universitaire, arachnologue, essayiste
- R. A. Simpson (en) (1909-2002), poète, éditeur, conférencier

## 1930
- Mena Kasmiri Abdullah (en) (1930-), poétesse
- Bruce Dawe (1930-2020), universitaire, poète
- Gavin Greenlees (en) (1930-1983), poète
- John Joseph Jones (écrivain) (en) (1930-2000), poète, chanteur, musicien, dramaturge, directeur de théâtre
- Brenda Niall (en) (1930-), journaliste, biographe, critique littéraire
- Marlene Norst (en) (1930-2010), linguiste, pédagogue, philanthrope, auteure
- Estelle Thompson (1930-), romancière
- Elizabeth Wood-Ellem (1930-2012), historienne
- Shirley Hazzard (1931-2016), essayiste, romancière
- Charles Higham (1931-2012), journaliste, biographe, poète, éditeur
- Evan Jones (écrivain) (en) (1931-), poète, professeur
- Philip Martin (écrivain) (en) (1931-2005), poète, traducteur, universitaire, animateur (radio)
- Christobel Mattingley (en) (1931-2019), auteure (enfance, jeunesse)
- Anne Spencer Parry (en) (1931-1985), romancière (fantasy)
- Maureen Watson (en) (1931-2009), actrice, vocaliste, poétesse, défenseure des droits aborigènes,
- Richard Appleton (en) (1932-), poète, raconteur, éditeur
- Christopher Koch (1932-2013), romancier
- Sylvia Lawson (en) (1932-2017), journaliste, universitaire, auteure
- Jill Adelaide Neville (en) (1932-1997), romancière, dramaturge, poétesse
- Bryce Courtenay (1933-2012), romancier
- Kevin Gilbert (écrivain) (en) (1933-1993), aborigène, artiste, poète, imprimeur, activiste, dramaturge
- Rudi Krausmann (en) (1933-2019), poète, dramaturge
- Vivian Smith (écrivain) (en) (1933-), poète
- Jennifer Strauss (en) (1933-), universitaire, poétesse, critique
- Fay Zwicky (en) (1933-2017), universitaire, poétesse, nouvelliste
- Inga Clendinnen (1934-2016), universitaire, historienne, anthropologue
- Jill Ker Conway (1934-2018), romancière, autobiographe, mémorialiste
- Elizabeth Eggleston (en) (1934-1976), juriste, auteure, activiste (pour le monde aborigène)
- Barry Humphries (1934-), acteur, humoriste, scénariste, compositeur
- David Malouf (1934-), romancier, nouvelliste, poète
- Margaret Scott (auteure) (en) (1934-2005), poétesse, comédienne, éducatrice, intellectuelle
- Chris Wallace-Crabbe (en) (1934-), universitaire, poète
- Margaret Balderson (en) (1935-), romancière
- Marshall Browne (1935-2014), romancier
- Katherine Gallagher (en) (1935-), poétesse
- Rodney Hall (1935-), romancier, poète, autobiographe
- Peter Jeffery (en) (1935-), poète, musicologue
- Antigone Kefala (en) (1935-), poétesse, essayiste
- Thomas Keneally (1935-), romancier, ‘’La Liste de Schindler (roman) (1982)
- Tony Kenrick (1935-), romancier
- Thérèse Radic (en) (1935-), musicologue, dramaturge
- Thomas Shapcott (1935-), poète, romancier, dramaturge, nouvelliste, éditeur, enseignant
- Randolph Stow (en) (1935-2010), romancier, poète
- Alex Miller (1936-), romancier
- Emma Darcy (1936-1995), romancière
- Mal Morgan (en) (1936-1999), poète
- Philip Hammial (en) (1937-), poète, artiste, éditeur, curateur
- Robin Klein (en) (1936-), auteure (enfance)
- Kate Llewellyn (en) (1936-), poétesse, diariste, voyageuse, auteure
- Judith Rodriguez (en) (1936-2018), poétesse
- Herb Wharton (en) (1936-), aborigène, poète, romancier
- Colleen McCullough (1937-2015), romancière
- Doris Pilkington Garimara (1937-2014), romancière, aborigène, nouvelliste
- Anne Bower Ingram (en) (1937-2010), auteure (enfance), éditrice
- Colleen McCullough (1937-2015), romancière, Les oiseaux se cachent pour mourir (roman) (1977)
- Robert Hughes (écrivain) (1938-2012), historien d’art, écrivain
- Graham Jenkin (en) (1938-), éducateur, historie, poète, compositeur
- Frank Moorhouse (1938-), romancier
- Mudrooroo (en) (1938-2019, alias Colin Thomas Johnson), poète, romancier, dramaturge, essayiste
- Leslie Murray (1938-2019), poète, chroniqueur, éditeur
- Glenda Adams (en) (1939-2007), romancière, nouvelliste
- Diane Armstrong (en) (1939-), journaliste, romancière, biographe
- Jas H. Duke (en) (1939-1992), poète, performeur
- Beatrice Faust (en) (1939-2019), auteure, féministe
- Germaine Greer (1939-), universitaire, féministe, essayiste, historienne d’art
- Barbara Hanrahan (en) (1939-1991), artiste, imprimeuse, féministe, nouvelliste, romancière
- J. S. Harry (en) (1939-2015), poète
- Clive James (1939-2019), poète , romancier, essayiste, critique littéraire, présentateur, commentateur culturel
- Marie Porter (en) (1939-), avocate (droit des enfants et des femmes)
- Peter Steele (écrivain) (en) (1939-2012), poète, universitaire

## 1940
- Carmel Bird (en) (1940-), romancière, nouvelliste, essayiste
- J. M. Coetzee (1940-), romancier
- Emma Darcy (1940-2020), romancière
- Geoffrey Lehmann (en) (1940-), poète, auteur (enfance), juriste
- Claire McNab (1940-), romancière
- Jan Owen (en) (1940-), poétesse
- Geoff Page (1940-), enseignant, traducteur, poète
- Craig Powell (écrivain) (en) (1940-), poète
- Ron Pretty (en) (1940-), poète , éditeur, enseignant
- Jill Roe (en) (1940-), universitaire, historienne
- Murray Bail (1941-), romancier
- Julian Croft (en) (1941-), enseignant, poète
- Alma De Groen (1941-), dramaturge, scénariste, féministe
- Beverley Farmer (en) (1941-2018, B. Christou), nouvelliste, romancière
- Elaine Forrestal (en) (1941-), auteure (enfance, adolescence)
- Helen Garner (en) (1942-), romancière, nouvelliste, scénariste, journaliste
- Rae Desmond Jones (en) (1941-2017), poète, romancier, nouvelliste, politicien
- Roger McDonald (en) (1941-), poète, romancier, essayiste
- Barry Maitland (1941-), romancier
- Jan Mayman (en) (1941-2021), journaliste indépendant
- Jennifer Rankin (1941-1979), dramaturge, poétesse
- Patricia Bernard (en) (1942), romancière (SF)
- Lee Cataldi (en) (1942-), poétesse, linguiste
- Peter Corris (1942-2018), romancier
- Nicholas Hasluck (en) (1942-), romancier, nouvelliste, poète
- Janette Turner Hospital (en) (1942-), romancière, nouvelliste
- Gillian Rubinstein (1942-), romancier
- Edwin Wilson (écrivain) (en) (1942-), poète, peintre
- Robert Adamson (en) (1943-), poète
- Timoshenko Aslanides (en) (1943-2020), poète
- Diane Bell (1943-), anthropologue, écrivaine
- Anne Brooksbank (en) (1943-), romancière, scénariste
- Peter Carey (1943-), romancier, nouvelliste, essayiste, librettiste
- John Clanchy (1943-), romancier
- Beverley Harper (en) (1943-2002), romancière
- Barry Hill (écrivain) (en) (1943-), universitaire, historien, poète, journaliste, essayiste
- Ern Malley (1943)
- Di Morrissey (en) (1943-), romancière
- Irena Sibley (1943-2009), romancière
- Dale Spender (1943-), enseignante, consultante, écrivaine, féministe
- Bobbi Sykes (en) (1943-2010), poétesse, essayiste
- Caroline Caddy (en) (1944-), poétesse
- Blanche d'Alpuget (en) (1944-), romancière, biographe
- Libby Hathorn (en) (1943-), auteure (enfance, adolescence), poétesse, scénariste
- Barbara James (en) (1943-2003), auteure, historienne, journaliste, activiste
- Bobbi Sykes (en) (1943-2010), poétesse, activiste (droits aborigènes)
- John Tranter (en) (1943-), poète, éditeur
- Andrew Burke (écrivain) (en) (1944-), poète
- Robert Dessaix (1944-), romancier
- John Flanagan (1944-), romancier
- William Marshall (1944-2003), romancier
- Lin Van Hek (1944-), romancière, nouvelliste, chanteuse, musicienne
- Tim Thorne (en) (1944-2021), poète
- Terry Underwood (en) (1944-), éleveuse, mémorialiste
- Lin Van Hek (1944-), poétesse, chanteuse, artiste
- Joanne Burns (en) (1945-), poétesse
- Hal Colebatch (écrivain) (en) (1945-2019), journaliste, conférencier, essayiste, romancier, poète, éditeur
- Diane Fahey (en) (1945-), poétesse
- Robert Gray (écrivain) (en) (1945-), poète, critique, biographe
- Mark O'Connor (écrivain) (en) (1945-), poète
- Anne Summers (1945-), féministe, chroniqueuse, éditrice
- Peter Skrzynecki (en) (1945-), poète
- Jean Bedford (en) (1946-), romancière, nouvelliste
- Lily Brett (1946-), romancière, poétesse
- John Harwood (écrivain) (en) (1946-), poète, critique littéraire, romancier
- Kris Hemensley (en) (1946-), poète
- Helen Hodgman (en) (1946-), romancière
- Susan Geason (1946-), romancière
- Lesley Lebkowicz (en) (1946-), poétesse
- Gabrielle Lord (1946-), romancière (policier, thriller, enfance, jeunesse)
- Drusilla Modjeska (en) (1946-), romancière, éditrice, essayiste
- Sally Morrison (en) (1946-), romancière, biographe
- Jan Ormerod (1946-2013), enseignante, auteure (enfance, jeunesse), illustratrice
- Michael Sharkey (en) (1946-), poète
- Eric Beach (en) (1947-), poète, nouvelliste, dramaturge
- James Charlton (écrivain) (en) (1947-), poète
- Marele Day (1947-), romancière
- Joe Dolce (en) (1947-), chanteur, parolier, poète, éditeur, essayiste
- Michael Dugan (écrivain) (en) (1947-2006), poète, éditeur, auteur (enfance)
- Martin Johnston (en) (1947-1990), poète, romancier
- Jacqueline Kent (en) (1947-), journaliste, biographe, auteure (jeunes adultes)
- Peter Kocan (en) (1947-1966), poète
- Amanda Lohrey (en) (1947-), essayiste, romancière
- Rhyll McMaster (en) (1947-), poétesse, romancière
- Finola Moorhead (1947-), romancière, dramaturge, essayiste, poétesse, critique
- Graham Rowlands (en) (1947-), poète
- Jocelynne Scutt (en) (1947-), juriste, essayiste, chroniqueuse, commentatrice
- Billy Marshall Stoneking (en) (1947-2016), poète, dramaturge, enseignant, réalisateur
- Robyn Archer (en) (1948-), chanteuse, metteure en scène, directrice artistique
- Pam Brown (en) (1948-), poétesse
- Marion May Campbell (en) (1948-), universitaire, romancière
- Anna Couani (en) (1948-), artiste visuelle, prosatrice, poétesse
- Michael Dransfield (en) (1948-1973), poète
- Jeff Guess (en) (1948-), poète
- Les Harrop (en) (1948-), poète, éditeur, enseignant
- Sheila Jeffreys (1948-), universitaire, féministe, essayiste
- Kate Jennings (en) (1948-2021), poétesse, essayiste, mémorialiste, romancière
- Dorothy Johnston (en) (1948-), romancière (policier), nouvelliste
- Joan London (1948-), nouvelliste, dramaturge, romancière
- Tamara McKinley (1948-, Tamara Lee, Ellie Dean), romancière (romance, histoire, thriller)
- Sean McMullen (1948-), romancier
- Emily Rodda (1948-), romancière (enfance, jeunesse)
- Rosie Scott (en) (1948-2017), romancière, conférencière
- Vicki Viidikas (en) (1948-1998), poétesse, nouvelliste
- Alan Wearne (en) (1948-), poète
- Ken Bolton (en) (1949-), poète
- Steven Carroll (1949-), romancier
- Jennifer Compton (en) (1949-), poétesse, dramaturge
- Garry Disher (1949-), romancier
- Laurie Duggan (en) (1949-), poète, traducteur, éditeur
- Harriet Edquist (en) (1949 ?), universitaire, curatrice
- Alan Gould (en) (1949-), romancier, nouvelliste, poète, essayiste
- Susan Hampton (en) (1949-), poétesse
- Martin Harrison (écrivain) (en) (1949-2014), poète
- John Jenkins (écrivain) (en) (1949-), poète, éditeur
- Jennifer Maiden (1949-), romancière, poétesse
- Geoffrey McGeachin (1949-), romancier
- Philip Neilsen (en) (1949-), poète, auteur (enfance)
- John A. Scott (en) (1949-), poète, romancier, universitaire
- Richard Tipping (en) (1949-), poète, artiste
- Nadia Wheatley (1949-), romancière (enfance), illustratrice, biographe, historienne
- Jena Woodhouse (en) (1949-), romancière, poétesse

## 1950
- Liste chronologique d'écrivains australiens nés à partir de 1950